# Nika Strzemińska

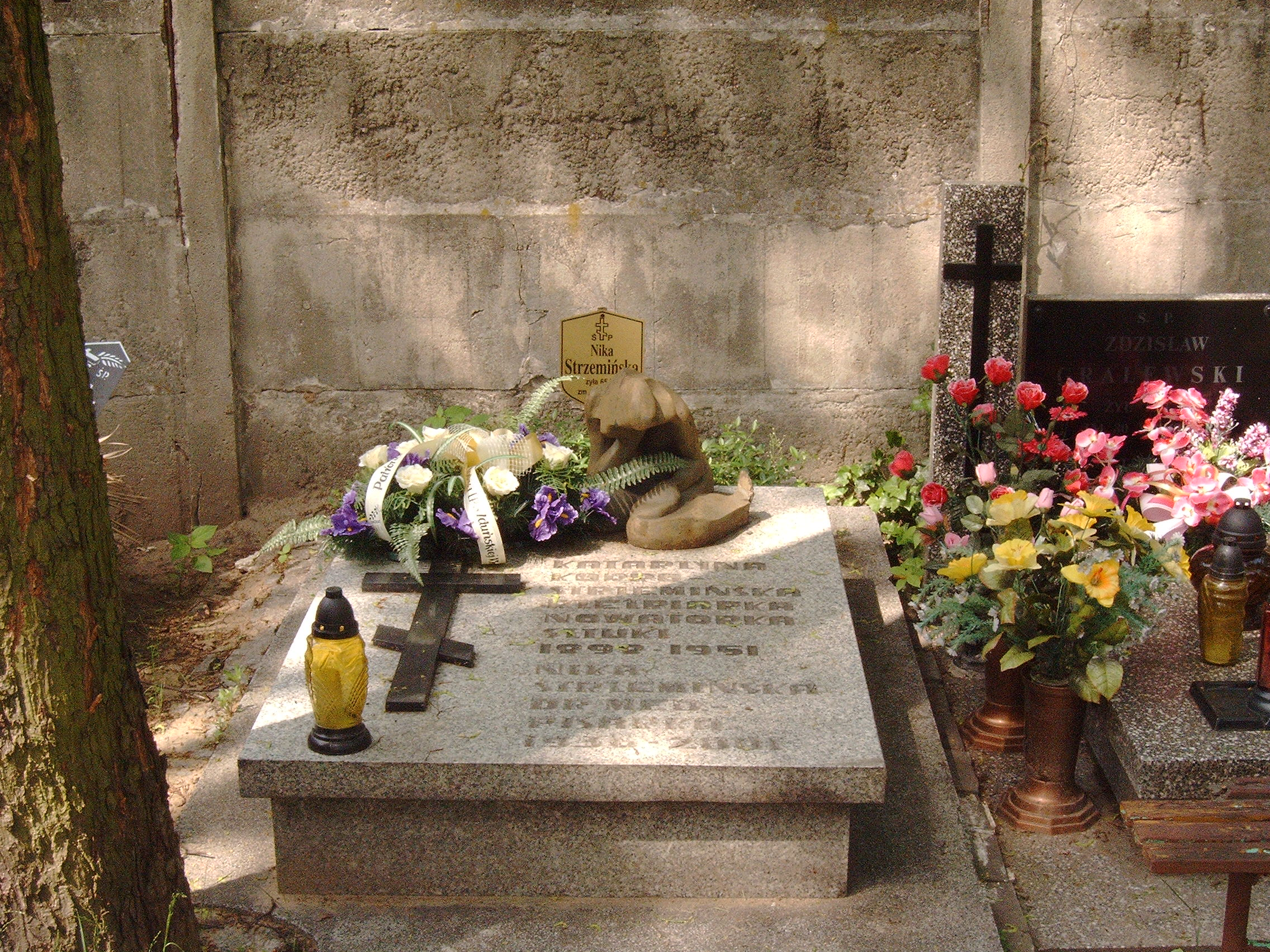
Grób Katarzyny Kobro-Strzemińskiej i Niki Strzemińskiej na cmentarzu prawosławnym na Dołach w Łodzi (2007)

Nika Strzemińska, właśc. Jakobina Ingeborga Strzemińska (ur. 6 listopada 1936 w Łodzi, zm. 13 października 2001 w Warszawie) – polska lekarka, psychiatra, pisarka, propagatorka sztuki swoich rodziców, twórców światowego modernizmu: rzeźbiarki Katarzyny Kobro i malarza Władysława Strzemińskiego.

## Życiorys
Po śmierci matki przebywała w domu sierot (w Domu Wychowawczym dla Dziewcząt im. Maksyma Gorkiego) przy ul. Krajowej 15 w Helenówku w Łodzi (przed wojną był to sierociniec dla żydowskich dzieci).
W latach 1955–1960 studiowała na Akademii Medycznej w Łodzi (1961 – dyplom lekarski), natomiast w latach 1961–1965 na Uniwersytecie Łódzkim (1965 – dyplom z antropologii). Pracowała w Instytucie Psychiatrii i Neurologii w Warszawie, gdzie w 1971 uzyskała specjalizację w dziedzinie psychiatrii, a w 1974 stopień doktora (praca doktorska Współzależność pewnych cech antropometrycznych z przebiegiem schizofrenii). Jako lekarz okrętowy (pierwsza kobieta w historii Polski) pływała na polskich statkach handlowych (przez 17 lat). Pracowała m.in. w Szpitalu Tworkowskim, współpracowała z Polską Fundacją Alzheimerowską.
Autorka prac m.in. z zakresu antropologii (zajmowała się badaniem odkrytych szkieletów z okresu wpływów rzymskich na Pojezierzu Kaszubskim w Węsiorach i w Odrach) i psychiatrii, opowieści morskich i serii reportaży, książek poświęconych rodzicom: Sztuka, miłość i nienawiść. O Katarzynie Kobro i Władysławie Strzemińskim (2001), Katarzyna Kobro (2004, poszerzona wersja książki wydanej po włosku w Mediolanie we wrześniu 1998 roku) oraz scenariuszy filmowych: Pośmiertny tryumf Władysława Strzemińskiego (1993) oraz Katarzyna Kobro rzeźbiarka (1998). Inicjatorka (wraz z Georgiem Kobro) przyznawanej w Łodzi od 2001 roku Nagrody im. Katarzyny Kobro. Bohaterka audycji Szkic do portretu Remigiusza Grzeli (2001, II Program Polskiego Radia).
Pracowała na statkach. Zmarła na nowotwór. Została pochowana w Łodzi, w grobie matki, w części prawosławnej cmentarza Doły.

## Publikacje
- Sztuka, miłość i nienawiść, Wydawnictwo Naukowe Scholar, Warszawa 2001.
- Katarzyna Kobro, Wydawnictwo Naukowe Scholar, Warszawa 1999 i 2004.